# Smilisca
A Smilisca  a kétéltűek (Amphibia) osztályába és  a békák (Anura) rendjébe a levelibéka-félék (Hylidae) családjába és a Hylinae alcsaládba tartozó nem. A nem fajai Mexikóban, Texasban, Arizonában, KözépAmerikában és Dél-Amerika északnyugai részén találhatók meg. A levelibéka-félék (Hylidae) családjának nemrégiben történt felülvizsgálata során a korábbi Pternohyla nembe tartozó két fajt is ebbe a nembe sorolták.

## Rendszerezés
A nembe az alábbi 8 faj tartozik:
- Smilisca baudinii  (Duméril & Bibron, 1841)
- Smilisca cyanosticta  (Smith, 1953)
- Smilisca dentata  (Smith, 1957)
- Smilisca fodiens  (Boulenger, 1882)
- Smilisca manisorum (Taylor, 1954)
- Smilisca phaeota  (Cope, 1862)
- Smilisca puma  (Cope, 1885)
- Smilisca sila Duellman & Trueb, 1966
- Smilisca sordida  (Peters, 1863)